# Karl Lederer (Widerstandskämpfer)
Karl Lederer (* 22. September 1909 in Wien; † 10. Mai 1944 ebenda) war ein österreichischer Jurist und Widerstandskämpfer gegen das Dritte Reich.

## Leben
Karl Lederer studierte an der Universität Wien Jura und schloss dieses Studium 1933 mit einer juristischen Promotion ab. Anschließend bekam er eine Anstellung bei der Finanzprokuratur in Wien.
Als der Abgeordnete Kurt Schuschnigg 1930 den christlichen Wehrverband Ostmärkische Sturmscharen gründete, war Lederer eines der ersten Mitglieder. 1936 schloss er sich der Vaterländischen Front an, um damit gegen den Anschluss Österreichs an das Dritte Reich zu arbeiten.
Im Februar 1939, nach dem Anschluss Österreichs, wurde Lederer als „jüdischer Mischling“ aus dem Staatsdienst entlassen. Lederer gründete die Widerstandsgruppe Österreichische Freiheitsbewegung, mit der er antinationalsozialistische Flugblätter herstellte und verteilte. Er machte 1940 die Bekanntschaft des Augustiner-Chorherren Roman Karl Scholz aus Klosterneuburg, der ebenfalls eine Österreichische Freiheitsbewegung genannte Widerstandsgruppe leitete. Noch im selben Jahr vereinbarten die beiden Gruppen eine enge Kooperation.
Im Sommer 1940 wurde diese Gruppe verraten und alle Mitglieder verhaftet. Lederer wurde vom Volksgerichtshof zum Tod verurteilt.